# Christian Ramírez Díaz
Christian Ramírez Díaz (* 8. März 1978 in Mexiko-Stadt) ist ein ehemaliger mexikanischer Fußballspieler auf der Position eines Verteidigers.

## Laufbahn
Ramírez begann seine Profikarriere bei seinem Heimatverein UNAM Pumas, für den er zwischen 1996 und 2002 ebenso tätig war wie zum Ende seiner aktiven Laufbahn, als er vorwiegend für dessen Farmteam Pumas Morelos spielte. Außerdem war Ramírez für die beiden großen Rivalen Club América und Chivas Guadalajara im Einsatz. Seinen größten sportlichen Erfolg feierte er aber mit dem Club Deportivo Toluca, mit dem er in der Apertura 2002 die mexikanische Fußballmeisterschaft gewann.
Im Juni 2000 kam Ramírez in drei Freundschaftsspielen für die mexikanische Fußballnationalmannschaft zum Einsatz, lief danach aber nie wieder im Dress der Nationalmannschaft auf.

## Erfolge
- Mexikanischer Meister: Apertura 2002